# Euscyrtus major
Euscyrtus major är en insektsart som beskrevs av Lucien Chopard 1925. Euscyrtus major ingår i släktet Euscyrtus och familjen syrsor. Inga underarter finns listade i Catalogue of Life.